# 露絲·達爾斯加德
露絲·達爾斯加德（Ruth Dalsgaard，1912年5月22日—?，娘家姓弗雷德里克森（Frederiksen），是前丹麥羽球運動員。
露絲·達爾斯加德從1931年到1935年每年都獲得女子雙打全國冠軍頭銜，搭檔是她的妹妹格爾達。1937年和1942年又獲得冠軍，最後一次是與新搭檔Jytte Thayssen一起獲勝。除此之外，她在1933年至1942年期間贏得了七次混合雙打全國冠軍。她最大的成就是贏得了1939年全英羽球錦標賽女子雙打冠軍，搭檔是托妮·歐爾森。